# 阿肯色震圈
阿肯色震圈队（英語：Arkansas RimRockers）是美国国家篮球发展联盟小联盟的一支篮球队，球队主场设在阿肯色州，小石城。队标设计为一只红白蓝相间的篮球正穿破一个篮圈。

## 球队历史

球队征战ABA时期的队标

球队始于2004/05赛季的美国篮球协会。球队在首个赛季中取得了32胜5负的成绩并且赢得了当届的ABA总冠军。在球队夺得了联盟的冠军头衔之后在2005/06赛季加盟了美国国家篮球发展联盟。 2007/08賽季，球隊暫停了運作。

## 球员备注

### 原阿肯色震圈队的NBA球员
- 佩普·索乌（Pape Sow）